# Verdy Kawasaki 1995
Questa voce raccoglie le informazioni riguardanti il Verdy Kawasaki nelle competizioni ufficiali della stagione 1995.

## Stagione
Dopo aver lasciato, nel corso della Suntory Series, il via libera allo Yokohama Marinos (classificatosi primo grazie alle vittorie in entrambi gli scontri diretti, tutte maturate nei tempi regolamentari), il Verdy Kawasaki dominò la NICOS Series ottenendo, per il terzo anno consecutivo, il visto per la finale della J. League. In quell'occasione la squadra rimediò sia all'andata sia al ritorno due sconfitte di misura che le impedirono di vincere il quinto titolo consecutivo. In Coppa dell'Imperatore il Verdy Kawasaki uscì ai quarti di finale per mano dei futuri finalisti del Sanfrecce Hiroshima, mentre nel Campionato d'Asia per club la squadra mancò l'accesso alle semifinali a causa di una sconfitta riportata all'ultima giornata del girone di ritorno valido per i quarti di finale.

## Maglie e sponsor
Le maglie, prodotte dalla Mizuno per il campionato e dalla Puma per la coppa nazionale, recano un motivo bianco e nero. Lo sponsor è Malt's.
| Manica sinistra · Maglietta · Maglietta · Manica destra · Pantaloncini · Calzettoni |

## Rosa
| N. |                     | Ruolo | Calciatore          |
| -- | ------------------- | ----- | ------------------- |
| -  | Giappone (bandiera) | P     | Shinkichi Kikuchi   |
| -  | Giappone (bandiera) | P     | Takayuki Fujikawa   |
| -  | Giappone (bandiera) | P     | Hiroki Koike        |
| -  | Giappone (bandiera) | P     | Takaya Oishi        |
| -  | Giappone (bandiera) | P     | Kazuma Ito          |
| -  | Giappone (bandiera) | D     | Satoshi Tsunami     |
| -  | Giappone (bandiera) | D     | Kenichiro Tokura    |
| -  | Giappone (bandiera) | D     | Tadashi Nakamura    |
| -  | Giappone (bandiera) | D     | Mitsuhiro Kawamoto  |
| -  | Brasile (bandiera)  | D     | Embu                |
| -  | Giappone (bandiera) | D     | Kō Ishikawa         |
| -  | Giappone (bandiera) | D     | Shun Suzuki         |
| -  | Giappone (bandiera) | D     | Yūji Hironaga       |
| -  | Giappone (bandiera) | D     | Tomohiro Katayama   |
| -  | Giappone (bandiera) | D     | Tomo Sugawara       |
| -  | Giappone (bandiera) | D     | Yukinori Shigeta    |
| -  | Giappone (bandiera) | D     | Junji Nishizawa     |
| -  | Giappone (bandiera) | D     | Toshimi Kikuchi     |
| -  | Brasile (bandiera)  | C     | Luiz Carlos Pereira |
| -  | Giappone (bandiera) | C     | Junichi Watanabe    |

| N. |                     | Ruolo | Calciatore             |
| -- | ------------------- | ----- | ---------------------- |
| -  | Giappone (bandiera) | C     | Shingi Ono             |
| -  | Giappone (bandiera) | C     | Shigetoshi Hasebe      |
| -  | Giappone (bandiera) | C     | Ruy Ramos              |
| -  | Giappone (bandiera) | C     | Kazuyoshi Miura        |
| -  | Brasile (bandiera)  | C     | Bismarck Barreto Faria |
| -  | Brasile (bandiera)  | C     | Alcindo Sartori        |
| -  | Giappone (bandiera) | C     | Tsuyoshi Kitazawa      |
| -  | Giappone (bandiera) | C     | Kentarō Hayashi        |
| -  | Giappone (bandiera) | C     | Tetsuya Totsuka        |
| -  | Giappone (bandiera) | C     | Tetsuji Hashiratani    |
| -  | Giappone (bandiera) | C     | Nobuyuki Zaizen        |
| -  | Giappone (bandiera) | A     | Nobuhiro Takeda        |
| -  | Giappone (bandiera) | A     | Shinji Fujiyoshi       |
| -  | Giappone (bandiera) | A     | Tomohiro Hasumi        |
| -  | Giappone (bandiera) | A     | Yoshinori Abe          |
| -  | Giappone (bandiera) | A     | Takanori Nunobe        |
| -  | Giappone (bandiera) | A     | Mitsunori Yabuta       |
| -  | Giappone (bandiera) | A     | Kei Hoshikawa          |
| -  | Giappone (bandiera) | A     | Takashi Ujiie          |

## Statistiche

### Statistiche di squadra
| Competizione          | Punti | Totale | Totale | Totale | Totale | Totale | Totale | DR  |
| Competizione          | Punti | G      | V      | N      | P      | Gf     | Gs     | DR  |
| --------------------- | ----- | ------ | ------ | ------ | ------ | ------ | ------ | --- |
| J. League             | 108   | 52     | 35     | 0      | 17     | 106    | 62     | +44 |
| Coppa dell'Imperatore | -     | 3      | 2      | 0      | 1      | 5      | 1      | +4  |
| Campionato d'Asia     | -     | 7      | 5      | 1      | 1      | 21     | 4      | +17 |
| Totale                | -     | 62     | 42     | 1      | 19     | 132    | 67     | +65 |

### Statistiche dei giocatori
| Giocatore   | J. League | J. League | J. League Cup | J. League Cup | Coppa dell'Imperatore | Coppa dell'Imperatore | Totale   | Totale |
| Giocatore   | Presenze  | Reti      | Presenze      | Reti          | Presenze              | Reti                  | Presenze | Reti   |
| ----------- | --------- | --------- | ------------- | ------------- | --------------------- | --------------------- | -------- | ------ |
| Alcindo     | 38        | 19        | 2             | -             | 2                     | -                     | 42       | 19     |
| Bismarck    | 51        | 11        | 2             | -             | 3                     | 1                     | 56       | 12     |
| Embu        | 10        | -         | -             | -             | -                     | -                     | 10       | -      |
| Fujikawa    | 11        | -         | -             | -             | -                     | -                     | 11       | -      |
| Fujiyoshi   | 17        | 4         | -             | -             | 3                     | -                     | 20       | 4      |
| Hasebe      | 29        | 2         | -             | -             | 1                     | -                     | 30       | 2      |
| Hashiratani | 46        | 5         | 2             | -             | 2                     | -                     | 50       | 5      |
| Hayashi     | 43        | -         | 2             | -             | 3                     | -                     | 48       | -      |
| Hironaga    | 9         | -         | -             | -             | 2                     | -                     | 11       | -      |
| Ishikawa    | 27        | -         | -             | -             | 1                     | -                     | 28       | -      |
| Ishizuka    | 15        | -         | -             | -             | 2                     | -                     | 17       | -      |
| S. Kikuchi  | 36        | -         | 2             | -             | 3                     | -                     | 41       | -      |
| T. Kikuchi  | 24        | 1         | 2             | -             | 3                     | 1                     | 29       | 2      |
| Kitazawa    | 40        | 11        | 2             | -             | 3                     | 1                     | 45       | 12     |
| Miura       | 26        | 23        | -             | -             | 2                     | -                     | 28       | 23     |
| Nakamura    | 42        | -         | 2             | -             | 2                     | 1                     | 46       | 1      |
| Nishizawa   | 8         | -         | 2             | -             | 1                     | -                     | 11       | -      |
| Nunobe      | 3         | -         | -             | -             | -                     | -                     | 3        | -      |
| Oishi       | 5         | -         | -             | -             | 1                     | -                     | 6        | -      |
| Pereira     | 23        | 2         | 1             | -             | -                     | -                     | 24       | 2      |
| Ramos       | 50        | 6         | 2             | -             | 3                     | -                     | 55       | 6      |
| Sugawara    | 1         | 1         | -             | -             | -                     | -                     | 1        | 1      |
| Takeda      | 41        | 20        | 1             | -             | 1                     | 1                     | 43       | 21     |
| Tokura      | 27        | -         | -             | -             | 1                     | -                     | 28       | -      |
| Tsunami     | 13        | -         | -             | -             | -                     | -                     | 13       | -      |
| Watanabe    | 11        | -         | -             | -             | -                     | -                     | 11       | -      |